# ناتشيكاتسورا
ناتشيكاتسورا (باليابانية: 那智勝浦町) هي بلدية في اليابان، وبلدة في اليابان، تقع في واكاياما، ومقاطعة هيغاشيمورو، بلغ عدد سكانها 15,006  نسمة وذلك حسب إحصائيات سنة 2017، تبلغ مساحتها 183.31 كيلومتر مربع.

## الموقع
تشترك في الحدود مع:
- شينغو، واكاياما
- كوشيموتو، واكاياما
- تايجي  [لغات أخرى]‏
- كوزاغاوا.